# République du Vietnam
1955–1975
Entités précédentes :
- État du Viêt Nam

Entités suivantes :
- Gouvernement révolutionnaire provisoire
- Gouvernement en exil

La république du Viêt Nam (ou plus communément Viêt Nam du Sud ou Sud Viêt Nam) est un État ayant existé de 1955 à 1975 dans le sud du Viêt Nam actuel. Son prédécesseur était l’État du Viêt Nam établi en 1949. Le 26 octobre 1955, le Premier ministre Ngô Đình Diệm proclame la république du Viêt Nam après un référendum demandant l'opinion du peuple sud-vietnamien sur la déposition du chef de l'État du Viêt Nam Bảo Đại et l'adoption officielle d'un régime républicain, afin de faire face à l'hégémonie communiste. Diêm devient alors chef de l'État. L’année suivante, le pays disposait d’un parlement et d’une constitution.
Très vite, cependant, le Sud Viêt Nam sombre dans l'instabilité en raison de l'insurrection du Việt Cộng soutenu par la république démocratique du Viêt Nam (Nord Viêt Nam) et de l'autoritarisme grandissant de Diêm. L'opposition entre les deux régimes vietnamiens provoque la guerre du Viêt Nam, dans laquelle les États-Unis s'impliquent de plus en plus. En 1963, Diêm est assassiné lors d'un coup d'État, ce qui aggrave le chaos ambiant, conduisant à une intervention à grande échelle des Américains.
La république du Viêt Nam disparaît à la suite de sa conquête, en violation du traité de Paris, le 30 avril 1975 par les communistes du Nord-Viêt Nam. Après une période transitoire pendant laquelle les territoires sudistes sont administrés par le Gouvernement révolutionnaire provisoire du Việt Cộng, l'ancienne république du Viêt Nam est absorbée en 1976 par le Nord communiste pour former l'actuelle république socialiste du Viêt Nam.

## Histoire

### Genèse

#### 1948
Le 5 juin 1948, l’ancien empereur Bao Dai est ramené d’exil de Hong Kong pour former le gouvernement d’un Viêt Nam officiellement indépendant, mais toujours très lié à la France. Ce dernier a signé les accords franco-vietnamiens de son nom civil « Vinh Thuy » n’engageant que lui-même en tant que citoyen, et non de son nom dynastique « Bao Dai » qui aurait alors engagé tout le pays dont il était le souverain. Il marquait ainsi ses distances avec la transformation d'une guerre coloniale en guerre civile, dans le contexte des débuts de la guerre froide, où le Viêt Nam servait de champ d'affrontement entre les forces armées communistes et les forces françaises.

#### 1949
Cette année marque un tournant de la guerre d’Indochine. L’arrivée de Mao Zedong à Pékin offre un arrière-pays aux forces armées communistes jusqu’alors isolées sur les plans diplomatique et militaire, et déplace de Moscou à Pékin la menace communiste crainte par les États-Unis. La France concède à l’État du Viêt Nam les Affaires étrangères et la création d’une « Armée nationale » sous commandement français et agissant comme force supplétive. Le général Nguyen Van Hinh (Vietnamien, officier de l’armée de l’air française) ne s’y trompe pas lorsqu’il est pressenti pour l'obtention du poste de chef d’État-major. La France reconnait aussi l’indépendance du Cambodge et du Laos.

#### 1950
Les États-Unis reconnaissent l’État du Viêt Nam, tandis que les États du bloc de l'Est et la Chine le voient comme un État fantoche des Français. Grâce à l’expérience acquise au combat et à l’équipement lourd (artillerie et camions), les forces armées communistes infligent une série de défaites aux troupes françaises dans la « haute région » de Cao Bang et Lang Son. C’est la « bataille des Routes coloniales » qui sème la panique dans l’état-major français en Indochine et au sein du gouvernement français à Paris. Celui-ci envoie en Indochine le général de Lattre de Tassigny pour redresser la situation. Ce dernier choisit de protéger en priorité les régions les plus peuplées et les plus importantes économiquement : le delta du fleuve Rouge et les grandes villes, afin d'isoler les communistes dans les montagnes, dont les populations thaï et hmong leur sont réputées hostiles. Mais l’Armée populaire vietnamienne dispose désormais de l'appui logistique, de plus en plus efficace, des pays d'Europe de l'Est et de la Chine, qui lui donne toute latitude pour manœuvrer, prendre des initiatives et mettre en place une administration parallèle dans les zones qu'elle contrôle, alors que le corps expéditionnaire français en Extrême-Orient ne bénéficie pas d'un soutien similaire des États de l'OTAN, plus engagés dans la guerre de Corée.

#### 1954-1955

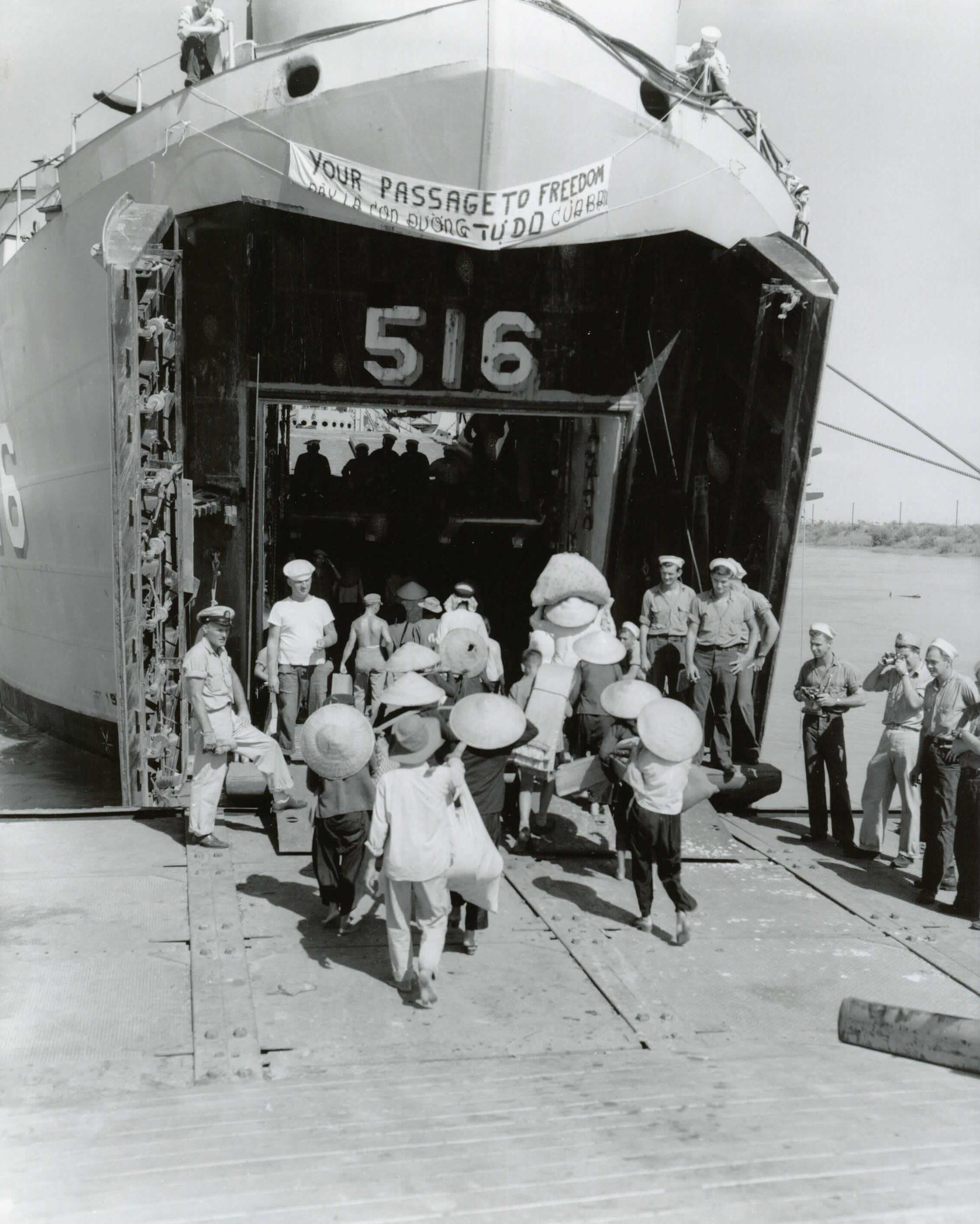
293000 réfugiés quittent le Nord-Vietnam pour s'installer dans la république du Viêt Nam à bord de navires de l'US Navy en 1954.

La supériorité tactique du Vietminh mène à la défaite de Diên Biên Phu, qui conduit la France, en juillet 1954, aux accords de Genève mettant fin à la première guerre d'Indochine commencée en 1946. Ces accords reconnaissent l'indépendance du Laos, du Cambodge et le partage temporaire du Viêt Nam, sur le modèle coréen et allemand, en deux zones de regroupement politique et militaire (au Nord pour les communistes de l’Armée populaire vietnamienne – APVN – et au Sud du 17e parallèle pour les Vietnamiens non-communistes). Cependant, plus d'un mois avant de signer les Accords de Genève, la France a accordé la pleine indépendance à l'État du Vietnam. Le corps expéditionnaire français en Extrême-Orient – CEFEO – se retire totalement en 1955 de l’ancienne Indochine française (Cambodge, Laos et Viêt Nam).
Parallèlement à la conférence de Genève en juin 1954, l’empereur Bao Dai, chef de l’État vietnamien (dont la capitale est désormais Saïgon, puisque Hanoï est celle de l'entité communiste) rappelle des États-Unis Ngô Dinh Diêm pour en faire le Premier Ministre du Viêt Nam. Diêm déclare que le Viêt Nam n'est pas concerné par les Accords de Genève entre la France et les communistes, arguant du fait que l'État vietnamien n'en était pas partie prenante. Il se dispense donc d'organiser des élections en vue de la réunification du Viêt Nam (prévues pour 1956). Après un référendum, le 26 octobre 1955, Diêm prend le pouvoir et Bao Dai abdique.
Dès lors, Hô Chi Minh à Hanoï et Diêm à Saïgon ont les mains libres pour installer chacun son pouvoir : le premier impose une dictature communiste, anti-occidentale et antichrétienne qui fait fuir des millions d'habitants vers le sud afin d'échapper à la mort ; le second impose un régime autoritaire anticommuniste et méfiant à l'égard du bouddhisme. Chaque État entame sa politique de « consolidation » : au Nord communiste, c'est la mise en place d'une police politique omniprésente, d'un système à parti unique et d'un goulag qui fait des dizaines de milliers de morts ; au Sud, c'est l'économie de marché, la dénonciation et la persécution des communistes et la lutte contre la corruption, avec certains privilèges pour la minorité catholique au détriment de la majorité bouddhiste, selon la version officielle du département d'État américain, qui est favorable aux bouddhistes. Les Américains justifieront ainsi un coup d'État contre Diêm en 1963 fomenté par certains généraux sous influence américaine, afin d'éliminer l'objection du président Diêm à la venue de l'armée américaine sur le sol vietnamien.

### Le régime de Diem (1955-1963)

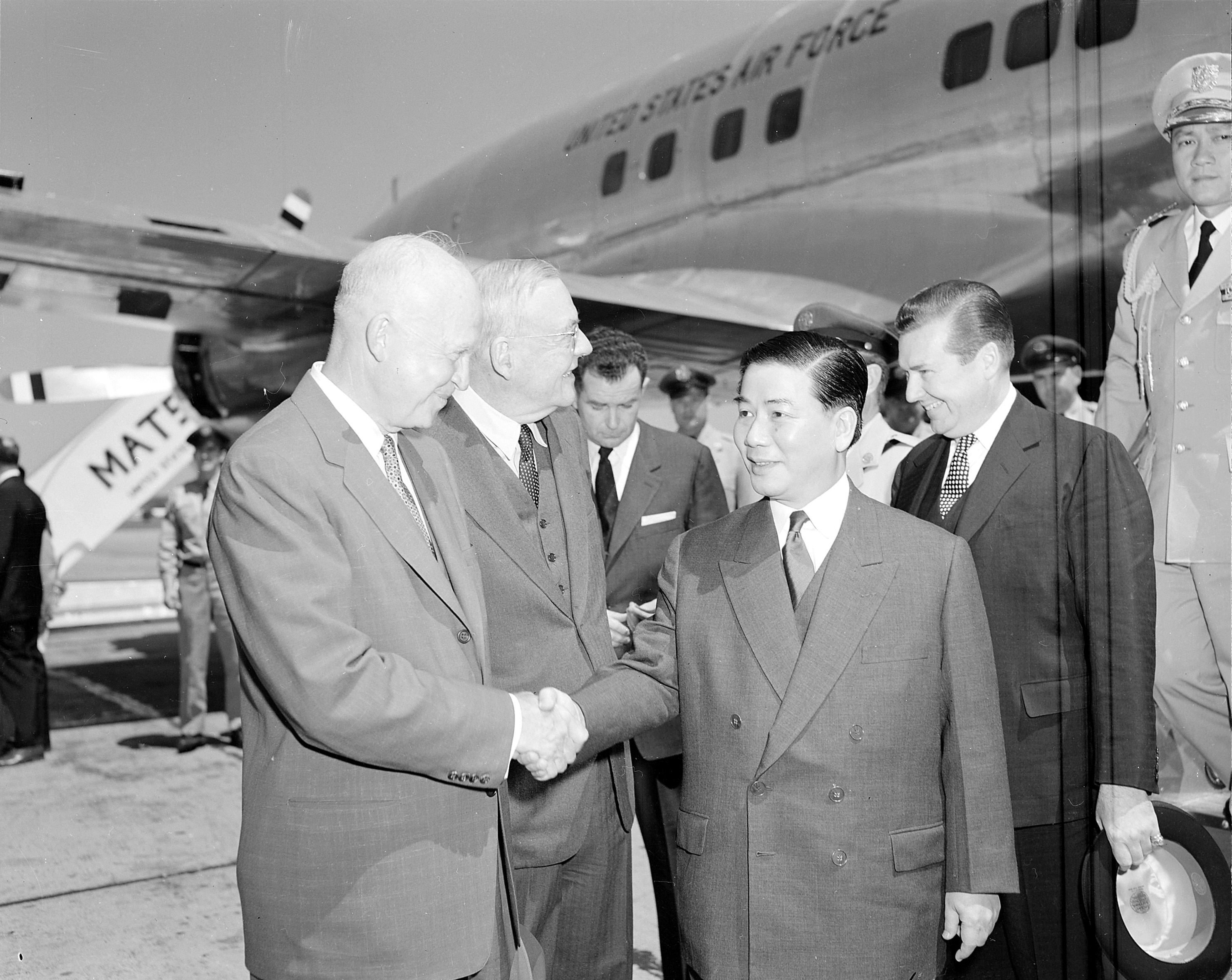
Ngô Đình Diệm accueilli par le président Eisenhower et le secrétaire d'État John Foster Dulles le 5 mai 1957 à l'aéroport de Washington DC.

Le régime de Diem va durer huit ans, de 1955 à 1963, constituant la « première phase » de la république du Viêt Nam. Bien que de nombreux Vietnamiens lui soient reconnaissants de les avoir protégés contre la terreur et les réquisitions communistes, Ngô Dinh Diem est détesté par d'autres en raison de son régime autoritaire et népotique. Toutefois, des études universitaires plus récentes et reposant davantage sur des sources et des points de vue vietnamo-centrées présentent Ngô Đình Diệm comme un leader compétent, avec une vision de long terme sur la construction nationale et la modernisation du Sud Viêt Nam,.
Il gouverne le pays avec ses frères, placés aux postes clés :
- Ngô Dinh Nhu : chef du Cần lao, parti politique pro-Diem, modelant les méthodes de torture de la police secrète du Cần lao à l'image des méthodes du Nord (« au feu il faut répondre par un contre-feu », se justifie-t-il : la politique anti-communiste du gouvernement est aussi répressive que la police politique communiste du Nord : on parle de nombreux actes de torture et d'exécution contre des « suspects communistes »).
- Ngô Dinh Can : gouverneur de la cité impériale de Huê.
- Ngô Dinh Luyen : ambassadeur au Royaume-Uni tout en étant responsable de la minorité malaise et musulmane Cham.
- Ngô Dinh Thuc : archevêque catholique de Huê, mais vivant au palais présidentiel de Saïgon. Autorisé à solliciter des « contributions volontaires à l'Église » auprès d'hommes d'affaires de Saïgon, il utilise sa position pour acquérir des fermes, des terres et des terrains urbains au profit de l'Église.

Son frère Nhu et son épouse (la « Première dame » du Sud-Viêt Nam, Diêm étant resté célibataire), plus connue en tant que « Madame Nhu », mènent entre 1955 et 1963 une réforme de la société de Saïgon à leur manière et suivant les valeurs de la morale chrétienne. Ainsi la lutte contre l'avortement (toujours illégal) est renforcée et le divorce est rendu plus difficile, les maisons closes deviennent en principe interdites, tout comme les fumeries d'opium. Les lois concernant l'adultère sont renforcées. Le régime Diêm affirme vouloir en finir avec la corruption : suscitant la colère des parrains locaux, le jeu est interdit, tout comme la luxure et la contrebande.
Une tentative de coup d'État a lieu le 11 novembre 1960, lorsqu'une partie de l'armée menée par le lieutenant-colonel Vương Văn Đông attaque le palais présidentiel. Cet essai échoue mais est la première tentative de destituer le régime et constituera le déclenchement d'initiatives contre le régime autoritaire de Diêm, notamment le coup d'État des généraux.
Sous la pression des parrains du Sud, visés avec succès par la politique anti-corruption et anti-communiste de Diem, le Comité Central du parti communiste d'Hanoï adopte une résolution secrète autorisant l'utilisation de la force au Sud. Le 20 décembre 1960, les communistes sud-vietnamiens fondent le Front national de libération du Sud Viêt Nam (FNL, également connu sous le terme péjoratif Viêt Cong, popularisé par la république du Viêt Nam et les Américains). Diêm réplique en demandant de l'aide aux États-Unis : la présence américaine devient de plus en plus visible, on compte 57 bases américaines en 1960 et les « conseillers militaires américains » aident à la formation de l'ARVN. La contestation contre le régime Diêm augmente, et les critiques fusent de toutes parts : les États-Unis eux-mêmes commencent à douter de la solidité d'un régime de plus en plus impopulaire, et émettent des protestations. La population des campagnes critique la réforme agraire : cette dernière ne parvient pas à redistribuer les grands domaines terriens, dont les propriétaires, malgré les limites fixées par le gouvernement, gardent la maîtrise en utilisant les noms d'autres membres de leurs familles pour maintenir leurs domaines ; en outre, l'Église catholique et ses 1 500 km2 sont exemptés. Ainsi, seuls 13 % des terrains seront effectivement redistribués. Les bouddhistes majoritaires supportent de plus en plus mal le favoritisme dont profitent certains catholiques (promotions dans l'armée et l'administration, attribution de terres, aides financières aux villages catholiques minoritaires). Quelques bonzes regardent dès lors vers le bloc de l'Est.
Le FNL profite de ces divisions et prend le pouvoir, plus ou moins temporairement, dans de nombreux villages. Le régime de Diêm réagit par le plan des « hameaux stratégiques » (à partir de 1961), par l'envoi de conseillers militaires américains de plus en plus nombreux à la tête des troupes sud-vietnamiennes. À terme, cela débouche sur une implication plus forte des États-Unis dans ce qui sera appelé la guerre du Viêtnam (ainsi le « Military Aid Adviser Group » – MAAG – de non-combattants se transforme en « Military Adviser Command Viêt Nam » – MACV – de combattants). Toutefois Ngô Dinh Diêm accepte, sous la pression des États-Unis, un accord avec Washington, en 1962, prévoyant un plan de pacification, de démocratisation et de libéralisation. Il les respecte le moins possible. En mai 1963, à Huê, les bouddhistes que le pouvoir accuse d'être sensibles aux sirènes communistes ont interdiction d'utiliser des drapeaux bouddhistes pour les fêtes de Vesak, les autorités prétextant la décision de réguler l'utilisation de drapeaux non-gouvernementaux. Plusieurs jours après, les catholiques - qui ne sont que 3 % de la population à Hué - peuvent hisser des bannières de saints dans une petite procession autour de leur cathédrale. Les bouddhistes se soulèvent, et les forces gouvernementales réagissent en faisant neuf morts civils. Diêm accuse le FNL et déclare que les protestataires sont responsables de ces violences. La crise s'intensifie, Diêm ordonnant d'arrêter tous ceux qui s'adonneraient à des actes de désobéissance civile. Le 3 juin 1963, une marche de protestation se termine par une charge de l'ARVN. Le 11 juin, le bonze Thích Quảng Đức s'immole par le feu en plein Saïgon, en signe de protestation. L'événement, très médiatisé, fait le tour du monde, et la famille Ngô doit faire face à un véritable scandale. Mais surtout, le régime a désormais contre lui l'étrange alliance des bouddhistes, des communistes et de la pègre, c'est-à-dire d'une large part des réseaux d'influence de la société vietnamienne.
Pourtant, le fait que le gouvernement sud-vietnamien fût anti-bouddhiste reste à démontrer : une enquête des Nations unies en 1963 conclut à la liberté du culte bouddhiste. De plus, selon l'historien Mark Moyar, Diệm avait mené des politiques publiques favorables aux communautés bouddhistes du Sud-Vietnam, en leur donnant la permission de mener des activités religieuses qui étaient interdites par l'ex-puissance coloniale française, et en finançant la construction d'écoles bouddhistes, l'organisation de cérémonies et la construction de nouvelles pagodes. Parmi les dix-huit membres du cabinet Diệm, il y avait cinq catholiques, cinq confucéens et huit bouddhistes, dont un vice-président et un ministre des affaires étrangères. Seuls trois des dix-neuf meilleurs responsables militaires étaient des catholiques. Par ailleurs, sa politique en matière économique et sociale s'avère positive, avec la construction de nouvelles écoles publiques ainsi qu'une rapide croissance économique du Sud Viêt Nam. Si le gouvernement de Diệm a toujours nié toute allégation de persécution à l'encontre des bouddhistes et présenté ces immolations et révoltes comme le fruit d'une infiltration des guérilleros communistes déguisés en bonzes ; certains auteurs franco-vietnamiens soutiennent cette thèse de l'infiltration, qui a ensuite permis une large instrumentalisation de ces troubles par les propagandes américaines et nord-vietnamiennes dans le but de déstabiliser et diaboliser le gouvernement sud-vietnamien. Ainsi, des perquisitions policières ont permis aux autorités sud-vietnamiennes de mettre au jour la présence d'armes de guerre dans un certain nombre de pagodes, aboutissant à la fermeture de 12 d'entre elles.
Dans le même temps, le FNL consolide son avantage sur le terrain militaire, multipliant les actions. La situation est tendue, et Washington prend conscience de l'extrême impopularité de Ngô Dinh Diêm. Les Américains laissent entendre qu'ils soutiendraient le gouvernement issu d'un putsch le cas échéant. Sur les ordres du président Kennedy, l’ambassadeur à Saïgon Henry Cabot Lodge, Jr. refuse une rencontre avec Diêm et ne l'avertit pas qu’un coup d’État est préparé par ses généraux, conduits par le général Duong Van Minh. Le 2 novembre, Ngô Dinh Diêm et Ngô Dinh Nhu sont assassinés en sortant de la messe à l'église Saint-François-Xavier. Ce changement de régime correspond à un changement de situation : le pays se retrouve dirigé par une junte militaire plus pro-américaine et favorable à l'intervention directe de troupes américaines au sol, la guerre du Viêt Nam s'intensifie et tend à s'« américaniser », et le pays va connaître une instabilité politique croissante.
Bien que de nombreux historiens aient présenté Ngô Đình Diệm comme un allié inconditionnel des États-Unis, voire une marionnette de la puissance américaine, certains chercheurs et universitaires américains démentent formellement cette vision simpliste et caricaturale. Au contraire, pour Keith Taylor, Diệm manifestait une méfiance grandissante vis-à-vis des États-Unis en raison de la politique américaine menée au Laos, qui n'a pas réfréné les incursions nord-vietnamiennes sur le territoire du Sud Viêt Nam qui étaient rendues possibles en passant par le territoire laotien. Selon lui, les désaccords entre Sud-Vietnamiens et Américains quant à la réponse à apporter à la menace communiste allaient grandissant. Diệm, qui craignait qu'une présence militaire américaine accrue au Viêt Nam du Sud ne menace ses références nationalistes et l'indépendance de son gouvernement, refusera l'envoi de troupes américaines au sol. En 1963, les frères Ngô ont même remis en cause et cherché à rompre l'alliance politico-militaire liant leur pays aux États-Unis. Les Américains, qui voulaient s'engager plus fortement au Sud Viêt Nam (envoi de troupes, installation de bases américaines), ce que refusait Ngô Đình Diệm, craignant qu'une telle initiative ne serve la propagande nord-vietnamienne ; au profit d'une coopération entre forces sud-vietnamiennes et conseillers militaires américains, estimeront que ce dernier n'était pas en mesure de vaincre la guérilla des Viêt Cong et chercheront dès lors à le renverser du pouvoir, voire à l'assassiner, s'appuyant de ce fait sur une junte militaire réputée encore plus favorable à une augmentation de l'engagement américain contre les communistes, débouchant sur une escalade des tensions et la guerre du Viêt Nam qui devait s'ensuivre. Des archives déclassifiées de la National Security Archive tendent même à attribuer directement la responsabilité de ce coup d'État et la mort de l'ex-président sud-vietnamien à la CIA,, et à Kennedy
C'est à cette époque que l'usage de la langue française commence à être supplanté par l'usage de l'anglais.

### La «Deuxième phase» (1963-1973)

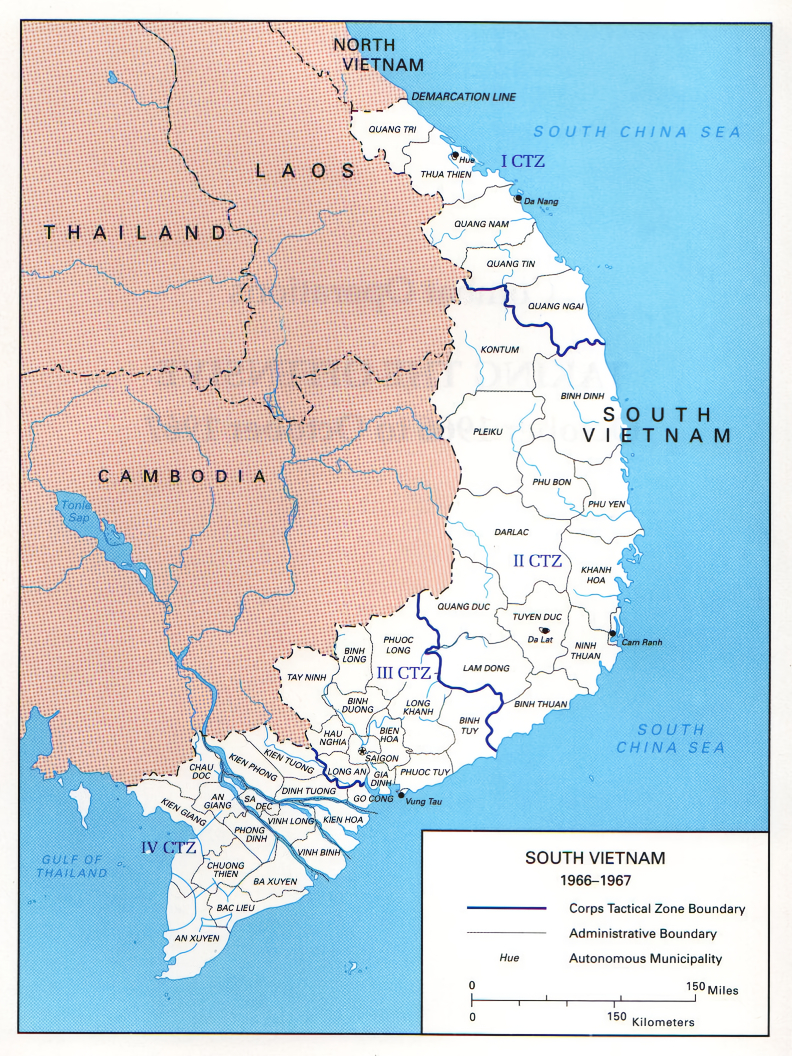
Carte administrative de la république du Viêt Nam.

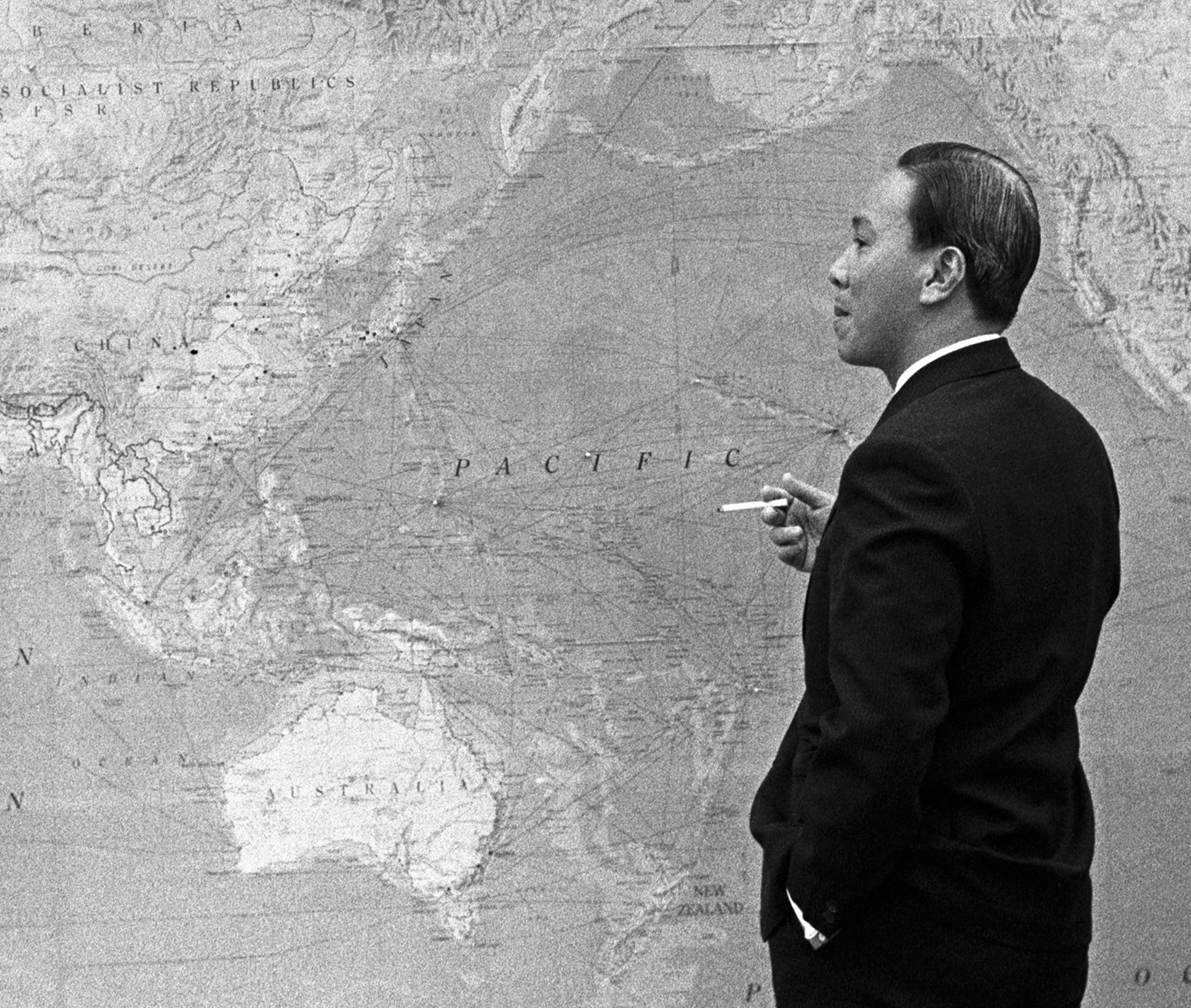
Nguyễn Văn Thiệu, président de la république du Viêt Nam ; photo prise en 1968 lors d'une réunion avec le président américain Lyndon B. Johnson à Hawaï.

Après l’assassinat de Diêm, le 2 novembre 1963, le nouveau gouvernement de Duong Van Minh hésite quant à la politique à adopter, et est renversé le 30 janvier 1964 par le général Nguyên Khanh. Ce dernier, manifestant les mêmes tendances autoritaires que Diêm, est écarté à son tour au profit d'un gouvernement non-militaire, renversé peu après par deux généraux, Nguyen Cao Ky et Nguyen Chanh Thi. Au cours de l'année 1964, la situation du pays est donc précaire : Saïgon perd de plus en plus d'autorité dans les campagnes et les structures de l'État s'effondrent petit à petit, tandis que le FNL intensifie son emprise, remplaçant dans certains domaines l'administration gouvernementale. On estime qu'en 1964, le gouvernement de Saïgon ne contrôle plus que 34 % de la population. C'est à partir de ce moment que les effectifs américains vont commencer à grossir de façon conséquente et que le Nord-Viêt Nam va connaître les premiers bombardements (à partir d'août, et encore limités).
En 1967, une certaine stabilité revient à Saïgon : le tandem Nguyen Cao Ky et Nguyen Van Thieu est en possession du pouvoir depuis 1965. La CIA propose une action profonde pour rallier les campagnes au pouvoir, mais elle est très peu écoutée (elle préconise la transformation du système gouvernemental, fondé sur des élites citadines coupées de la réalité des campagnes et corrompues, ainsi qu'une nouvelle Réforme agraire).
En 1968, l’intervention américaine atteint le chiffre de 536 000 G.I. sur place (contre 184 300 fin 1965 et 385 000 fin 1966) ; 7 millions de tonnes de bombes ont été larguées, soit trois fois plus que sur toute l’Europe durant la Seconde Guerre mondiale. L’offensive du Têt a conduit à plusieurs évolutions : d'une part, elle renforce la détermination du gouvernement de Saïgon à lutter contre la guérilla ; d'autre part, elle permet l’ouverture de la conférence de Paris et l'aboutissement aux accords de paix de Paris en 1973. Le retrait des troupes américaines débute à ce moment. De 536 000 soldats américains fin 1968, le corps expéditionnaire passe à 475 000 en 1969, 235 000 en 1970, 157 000 en 1971 et 24 000 en 1972. Le retrait américain est pallié par d'importantes fournitures d'armes au régime de Saïgon de la part de Washington, qui se révèleront insuffisantes pour Saïgon.

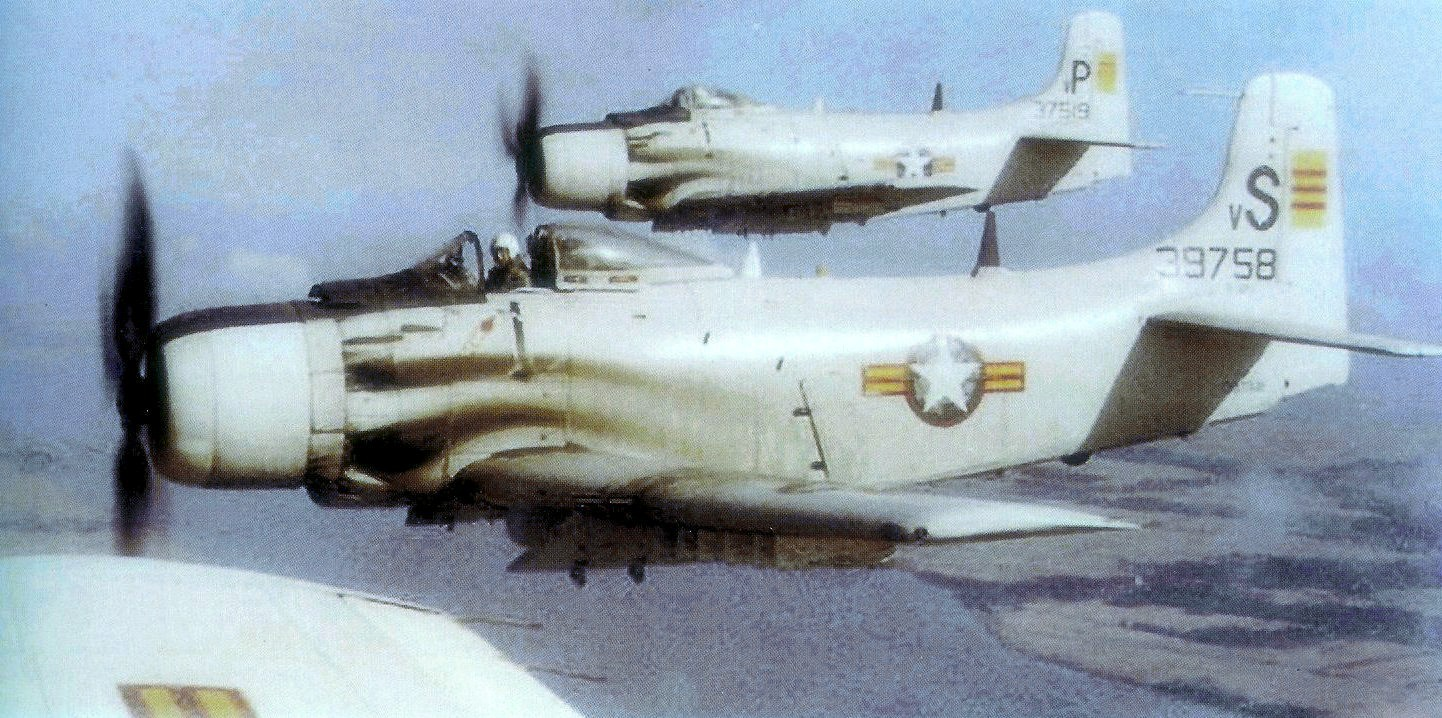
Des AD Skyraider de l'armée de l'air sud-vietnamienne.

Les forces armées du Nord-Viêt Nam gagnent sur le plan idéologique, en résistant à l'intervention directe de l'armée américaine. Les valeurs de la démocratie ne sont respectées par personne, les règles même de la guerre (conventions de Genève) sont transgressées par tous les belligérants, et l'impopularité des G.I. participe grandement à la victoire finale du Vietminh communiste. Les négociations pour le traité de Paris sont dirigées côté Sud-Viêt Nam par le principal négociateur américain, Henry Kissinger, pour assurer la réélection de Nixon. Aussi ces accords, mettant officiellement fin à la guerre, ne visent qu'à un retrait des États-Unis et à une vietnamisation du conflit.

## La chute (1973-1975)
Après la signature du traité de Paris, l'appui américain au Sud-Viêt Nam va rapidement décroître. Il se limite à la présence de quelques conseillers militaires et plusieurs agents de la CIA ; plusieurs navires américains croisent le long des côtes du Sud-Viêt Nam. En riposte à la pénétration de 35 000 Nord-Vietnamiens au sud du 17e parallèle, à la mi-avril 1973, Nixon va ordonner quelques bombardements sur le Laos. Mais la présidence américaine est minée par le scandale du Watergate, et les réponses aux violations du cessez-le-feu par Hanoï sont trop faibles malgré plusieurs promesses faites par écrit dans les lettres de Nixon au président Thieu.
En 1975, l’offensive du printemps des communistes va leur permettre l'occupation du territoire de la république du Viêt Nam en violation des termes du traité de Paris. Si le FNL a été considérablement affaibli à partir de 1968 par le programme Phoenix et par la réforme agraire sauvagement appliquée (retirant au mouvement communiste une part de légitimité), cet affaiblissement est pallié par l'augmentation de l'infiltration au sud des forces nord-vietnamiennes, l'Union soviétique intensifiant ses fournitures d'armes à Hanoï à partir de 1973. Le 5 mars 1975, le Sud-Viêt Nam est submergé par les divisions communistes du Nord. Hué tombe le 25 mars, Da Nang le 2 avril.
Le 21 avril, le président Thieu démissionne pour permettre à son vice-président, Trần Văn Hương de trouver une solution pacifique. Il quitte le pays, plein de déceptions quant à la promesse d'aide américaine. Tran Van Huong devient à son tour président, selon la constitution de la république du Viêt Nam, et demande au cabinet du premier ministre Nguyen Ba Can de rester en poste. Les ambassadeurs de France et des États-Unis font pression sur Tran Van Huong pour un transfert de pouvoir à Duong Van Minh avec comme argument que Minh est le choix non négociable des communistes pour entamer des négociations afin d'éviter à Saïgon un bain de sang. Le transfert de la présidence à Minh étant a priori inconstitutionnel, Tran van Huong refuse, mais finalement doit céder sous la pression des « soi-disant » gouvernements alliés à convoquer les deux chambres de l'Assemblée nationale du Viêt Nam pour décider de la question.
Le 27 avril 1975, les assemblées votent pour un transfert et ce, sans même atteindre le quorum fixé.
Le Nord-Viêt Nam communiste impose ainsi l'unification sous un même régime en conséquence de la conquête du territoire de la république du Viêt Nam, en 1976. Ne tenant pas les promesses faites à leurs alliés FNL du Sud-Viêt Nam, et en contradiction avec l'article 15 du traité de Paris, il lui donne comme nom « république socialiste du Viêt Nam ». Les vainqueurs ont aussi décidé de rebaptiser Saïgon « Hô Chi Minh-Ville » – ou, en vietnamien : Thành phố Hồ Chí Minh. Ce nom ne s'impose pas dans la pratique quotidienne, mais seulement dans l'administration.

### Gouvernementde jure
Ce gouvernement de jure s'est occupé de plusieurs dossiers comme celui des îles Paracels et Spratleys, conquises par la Chine à  la fin de la guerre. Il suit aussi le dossier du traité de Paris, qui impose notamment au gouvernement actuel du Viêt Nam l'obligation d'organiser des élections libres, afin de tenir compte du droit à l'autodétermination du peuple sud-vietnamien.

## Économie
La république du Viêt Nam disposait d'une économie de marché et était grandement assistée par l'aide américaine et la présence d'un grand nombre d'Américains dans le pays entre 1961 et 1973. La production d'électricité se vit ainsi multipliée par quatorze entre 1954 et 1973, tandis que la production industrielle augmentait en moyenne de 6,9 % par an. Sur la même période, la production de riz connut une croissance de 203 % et le nombre d'étudiants à l'université passa de 2 000 à 90 000. Cependant, l'aide des États-Unis, après avoir culminé à 2,3 milliards de dollars en 1973, chuta l'année suivante à 1,1 milliard de dollars. Cette baisse, combinée aux effets du choc pétrolier d'octobre 1973, fit subir au pays un choc économique, où l'inflation passa à 200 %.
Après l'unification du Viêt Nam en 1975, le gouvernement communiste entendait profondément réformer les structures sociales du Sud, perçues comme étant encore de « caractère féodal ou colonial ». Hanoï décida ainsi de « liquider immédiatement la propriété féodale », de « nationaliser immédiatement les établissements industriels et commerciaux de la bourgeoisie compradore », de développer l’économie d’État, de « coopératiser » l’agriculture et l’artisanat et d'orienter les capitalistes privés vers des entreprises mixtes. L'économie de marché fut maintenue dans le domaine agricole.

## Médias
La république du Viêt Nam faisait fonctionner une station de radio AM et 4 stations de radio FM, toutes détenues par le gouvernement, nommée Radio Vietnam. L'une d'entre elles était une émission nationale, l'autre concernait le service militaire et le reste étaient diffusées dans des langues étrangères comme le français, chinois, anglais, khmer et thaï. Radio Vietnam commence à être diffusée à partir de 1955.
La télévision fut introduite lors de la guerre du Viêt Nam, le 7 février 1966. Couvrant les principales villes du Sud Vietnam, il s'agissait à l'origine d'une unique chaîne qui était diffusée une heure par jour, avant d'augmenter jusqu'à six heures de diffusion le soir au cours des années 1970.

## Démographie
Environ 90 % de la population étaient Kinh, et 10 % étaient Hoa, Degar, Français, Khmers, Cham, Eurasiens et autres selon une estimation de 1970.
Le film Apocalypse Now, de Francis Ford Coppola, en 1979, comporte, dans l'une de ses séquences, la rencontre de Français, installées dans une plantation, confrontés au conflit vietnamien. Le chef de la plantation française est incarné par Christian Marquand.
Les dernières plantations françaises seront dissoutes entre 1975 et 1976, avec l'arrivée des communistes du Vietminh. Les Français, tout comme les métis eurasiens, sont expulsés entre 1975 et 1977, et les biens fonciers sont nationalisés.